# Gare d'Auteuil-Boulogne
Gare d'Auteuil-Boulogne je zrušená železniční stanice v Paříži v 16. obvodu. Nádraží bylo v provozu v letech 1854–1985. Budova se nachází na adrese 78, rue d'Auteuil.

## Lokace
Stanice se nachází na jihozápadě 16. obvodu u Place de la Porte-d'Auteuil, kde se kříží Boulevard Exelmans, Rue d'Auteuil, Boulevard Suchet, Boulevard de Montmorency a Rue Poussin. Stavba byla vybudována na mostě nad kolejištěm, které procházelo pod širým nebem od severu a na jihu se nořilo do tunelu.

## Historie
Stanice Auteuil-Boulogne byla otevřena pro cestující 2. května 1854 jako konečná linky Auteuil, která ji spojovala se stanicí Saint-Lazare. Dne 25. února 1867 se původní trať stala součástí linky Petite Ceinture. Za prusko-francouzské války při obléhání Paříže a následně za Pařížské komuny bylo nádraží z velké části zničeno a most u nádraží musel být zcela obnoven. Trať byla uzavřena 6. ledna 1985 v návaznosti na rozšíření příměstské železnice RER C. V roce 2007 byla nepoužívaná severní část bývalé tratě otevřena pro pěší jako park Petite Ceinture du 16e.
Nástupiště byla odstraněna na konci roku 2009, aby uvolnila prostor pro novou nemovitost. Nový projekt blokovalo odvolání místních obyvatel. Po rozsudku správního odvolacího soudu v Paříži v červnu 2014, který zamítl žalobu, byl projekt obnoven.